# Sectorul al II-lea din Budapesta

Sectorul II din Budapesta se află pe partea dereptă a Dunării, în Buda. 

## Obiective Turistice
- Mausoleul lui Gül Baba
- Muzeul Turnătoriei
- Parcul Milenar
- Baia Császár-Komjádi
- Baia Lukács
- Mechwart liget
- Peștera Szemlőhegyi
- Peștera de stalactite Pálvölgyi
- Grădina Mihályfi
- Muntele Ferenc
- Stânca Ádám Balogh
- Stânca Apáthy
- Muntele Hármashatár
- Budai Tájvédelmi Körzet
- Parcul Külker
- Aeroportul de planoare
- Biserica din Máriaremete
- Agenția Spațială Ungară
- Șanțul Drac

## Orașe înfrățite
- Mosbach, Germania
- Finike, Turcia

## Galerie foto
|                                    |                            |                                |                                           |                                            |
| Biserica Fraciscanilor din Pasarét | Bustul lui András Mechwart | Mausoleul lui Gül Baba         | Statuia lui Gül Baba din fața mausoleului | Fântâna din grădina mausoleului "Gül Baba" |
|                                    |                            |                                |                                           |                                            |
| Institutul Central de Statistică   | Piața Moscova              | Cădire din strada "Napraforgó" | Mammut Mall                               |                                            |

| Sectoarele Budapestei |
| --- |
| I \| II \| III \| IV \| V \| VI \| VII \| VIII \| IX \| X \| XI \| XII \| XIII \| XIV \| XV \| XVI \| XVII \| XVIII \| XIX \| XX \| XXI \| XXII \| XXIII |